# Adriana Barrientos
Pour les articles homonymes, voir Barrientos.
Adriana Barrientos (née Adriana Margoth Barrientos Castro le 16 avril 1980 à Punta Arenas), est une mannequin, star de téléréalité, et commentatrice de télévision chilienne.

## Télévision
| Année     | Émission             | Rôle                        | Télédiffuseur |
| --------- | -------------------- | --------------------------- | ------------- |
| 2005-2007 | Buenos días a todos  | Mannequin femme             | TVN           |
| 2008      | Morandé con compañía | Elle-meme/Sketchs           | Mega          |
| 2009      | 1910                 | Elle-meme/participante      | Canal 13      |
| 2011      | SQP                  | Panéliste invitée           | Chilevisión   |
| 2011      | Secreto a voces      | Elle-meme/Invitée           | Mega          |
| 2012      | Mundos opuestos      | Elle-meme/Invitée           | Canal 13      |
| 2012      | Intrusos             | Commentatrice de spectacles | La Red        |
| 2013-2014 | Mucho gusto          | Commentatrice de spectacles | Mega          |
| 2014      | Buenos días a todos  | Elle-même (Invitée)         | TVN           |
| 2014      | Mañaneros            | Elle-même (Invitée)         | La Red        |
| 2014      | Mujeres primero      | Elle-même (Invitée)         | La Red        |
| 2015      | Amor a prueba        | Elle-même (Participante)    | Mega          |

## Théâtre
- 2012 : Las Indomables : Elle-même (remplace Pamela Díaz) (avec Patricia Maldonado, Raquel Argandoña et María Luisa Cordero)
- 2012 : Las Indomables Renovadas : Elle-même (avec Patricia Maldonado, Raquel Argandoña et Pepe Calderón {remplace María Luisa Cordero})